# Campagne du Nord
Guerre d'Espagne
La campagne du Nord désigne la campagne de la guerre d'Espagne durant laquelle les forces nationalistes repoussèrent les troupes républicaines et occupèrent la zone républicaine du nord. Elle s'étala entre les mois de juin et octobre 1937. Elle comprend plusieurs batailles majeures, à commencer par celle de Bilbao, au mois de juin 1937, qui provoqua la perte totale et définitive du Pays basque. Les bombardements de Guernica et de Durango peuvent également être considérés comme des étapes importantes de cette campagne. La bataille de Santander provoqua la perte de la Cantabrie, puis celle d'El Mazuco des Asturies.

## Contexte

### Conditions stratégiques
Dès le déclenchement du coup d'État, le 18 juillet 1936, les nationalistes avaient porté leurs efforts sur les régions au nord de l'Espagne, lançant une des plus vastes campagnes du début de la guerre, la campagne du Guipúzcoa. Les opérations militaires s'étaient ralenties à la fin du mois de septembre, après que les franquistes eurent conquis les villes d'Oviedo, d'Irún et de San Sebastián. Ils avaient alors isolé les zones restées fidèles à la République, à savoir la majeure partie des provinces de Biscaye, de Santander et des Asturies : ils avaient effectivement conquis la partie orientale de la Biscaye, coupant les républicains d'un accès à la frontière française par où auraient pu aisément transiter des armes.
Les nationalistes avaient plusieurs intérêts dans la conquête de ce réduit républicain au nord de l'Espagne :
- la production industrielle de Biscaye et les ressources naturelles des Asturies étaient d'importance stratégique pour la poursuite de la guerre ;
- la disparition d'un front, qui permettaient aux forces nationalistes de se tourner vers un ennemi unique.

Mais il était également évident qu'une telle conquête nécessitait la mobilisation de ressources importantes, tant humaines que matérielles. La décision de conquérir le nord ne fut donc véritablement prise que lorsque Franco se rendit compte, après la bataille de Madrid, que la prise de la capitale espagnole serait trop difficile.

### Forces en présence
C'est le général Mola qui fut chargé du commandement au début des opérations, le 31 mars 1937. Cependant il mourut dans un accident d'avion, le 3 juin 1937 et fut remplacé par José Solchaga. Les nationalistes se jetèrent dans la bataille avec les 40 000 hommes de la 61e division de Navarre du général Solchaga, soutenus par les 60 000 volontaires des forces italiennes du général Ettore Bastico.
Face à lui se trouvaient les hommes du général républicain Francisco Llano de la Encomienda, à la tête d'environ 50 000 soldats et miliciens.

## Déroulement de la campagne
Les opérations comprennent plusieurs opérations successives ou concomitantes :
- début des opérations en Biscaye, le 31 mars 1937, par le bombardement de Durango ;
- bombardement de Guernica, le 26 avril 1937 ;
- bataille de Bilbao, du 11 au 19 juin 1937 : la chute de Bilbao, capitale du Guipúzcoa, provoqua la perte totale et définitive de la région ;
- bataille de Santander, du 14 août au 1er septembre 1937 : la chute de la ville provoqua la perte de la Cantabrie ;
- bataille d'El Mazuco, du 6 au 22 septembre 1937 : la défaite des républicains permit aux franquistes d'entrer dans les Asturies, dernier réduit républicain, et d'avancer jusqu'à Gijón ;
- bataille de Gijón, du 10 au 21 octobre 1937 : la chute de la ville provoqua la chute finale des Asturies.
- fin des opérations, le 22 octobre. C'est alors que commença le lent travail de réduction, par la terreur le plus souvent, des derniers foyers républicains.